# Понятовка (Херсонская область)
Понятовка (укр. Понятівка) — село в Дарьевской сельской общине Херсонского района Херсонской области Украины.
Почтовый индекс — 75033. Телефонный код — 5547. Код КОАТУУ — 6520384502.

## Население
Население по переписи 2001 года составляло 1110 человек.

### Языковой состав
Родной язык населения по данным переписи 2001 года:
| Язык       | Численность, чел. | Доля     |
| ---------- | ----------------- | -------- |
| Украинский | 995               | 89,64 %  |
| Русский    | 105               | 9,46 %   |
| Другое     | 10                | 0,90 %   |
| Итого      | 1 110             | 100,00 % |